# Монтриол-роуд

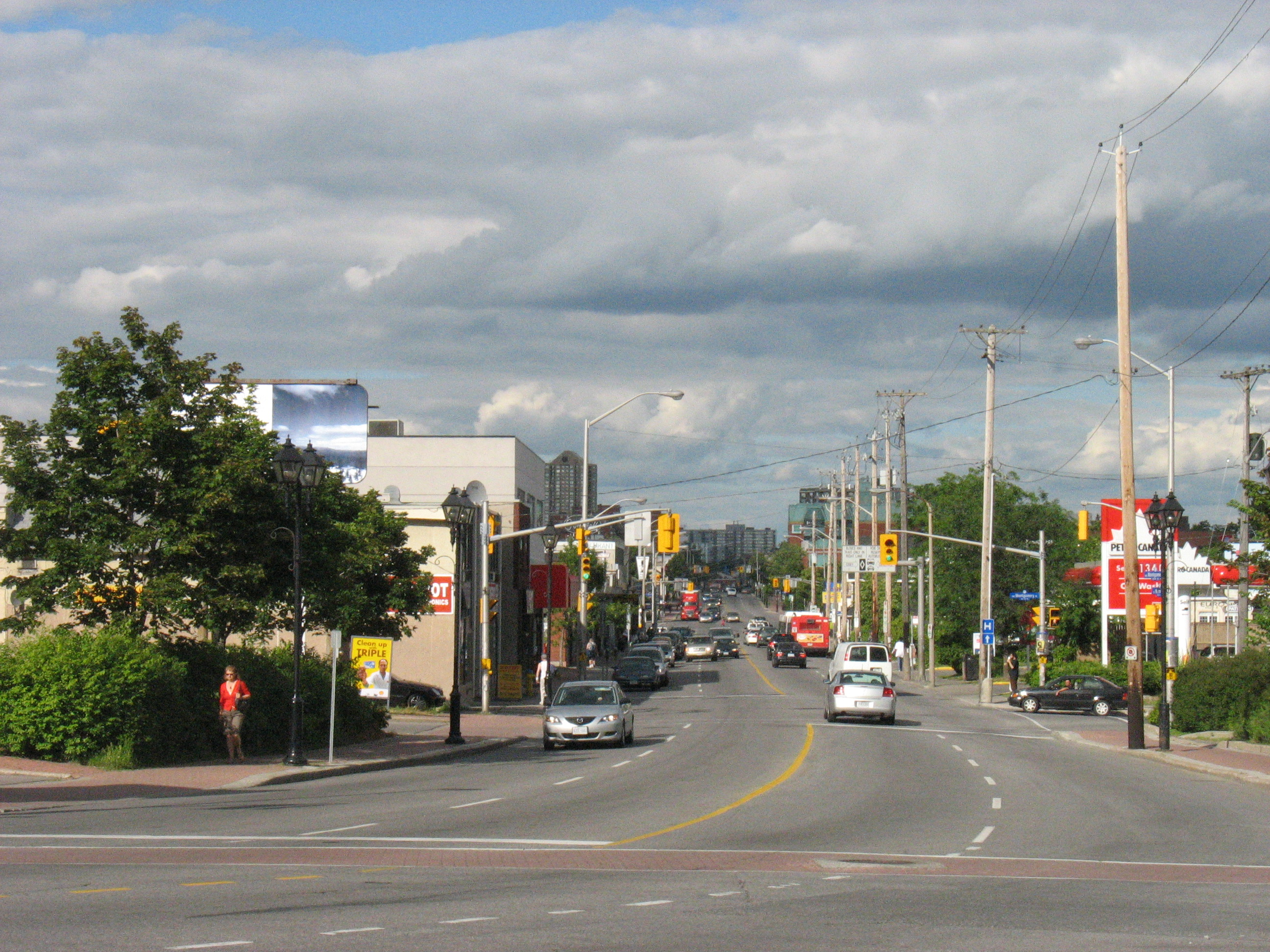
Вид на Монреаль-роуд на восток, с моста Каммингс (2008).

Монреаль-роуд (Монтриол-роуд), англ. Montreal Road, в восточной части — бульвар Сент-Джозеф, англ. St. Joseph Boulevard, также известен как Оттавская дорога № 34, англ. Ottawa Road #34 — крупная улица, идущая с востока на запад г. Оттава.
Начинается у моста Каммингс, который является восточным продолжением Ридо-стрит, идущим через реку Ридо. Далее идёт на восток через район Ванье, где является самой крупной из улиц, вокруг которой сосредоточена коммерческая жизнь района.
К востоку от бульвара Сен-Лоран превращается в 4-полосную дорогу, проходящую через несколько районов, включая Бикон-Хилл.
Начиная от перекрёстка с региональной дорогой № 174 переходит в бульвар Сент-Джозеф, проходящий через старые кварталы оттавского пригорода Орлеан вплоть до Трим-роуд, после которой носит название Старая Монреальская дорога, англ. Old Montreal Road (до 2001 г. — Квин-стрит), проходит через Камберленд и заканчивается у Региональной дороги № 174 сразу за ручьём Бекеттс-Крик.

## Достопримечательности
С запада на восток:
- Больница Монфор (франкофонная больница Оттавы)
- Национальный исследовательский совет Канады — исследовательские лаборатории
- Зелёный пояс Оттавы
- Торговый центр Place d’Orleans

## Районы
Монреаль-роуд проходит через следующие районы:
- Ванье
- Кардинал-Глен (Cardinal Glen)
- Розвелл-Хайтс (Rothwell Heights)
- Бикон-Хилл

Бульвар Сент-Джозеф проходит через следующие районы:
- Коонвент-Глен (Convent Glen)
- Квинсвуд (Queenswood)
- Фоллингбрук (Fallingbrook)